# ユーニス・サンボーン
ユーニス・サンボーン（Eunice Sanborn、1896年7月20日 - 2011年1月31日）は、アメリカ合衆国テキサス州在住で長寿世界一と認定されていた女性。2010年11月4日にウジェニー・ブランシャールが死去したことにより、世界最高齢と見なされた。しかし現在では、ブラジル在住のマリア・ゴメス・ヴァレンチンのほうが長寿であったことが判明している。
また、テキサス州の歴代最高齢者でもある。

## 来歴
1896年、アメリカ合衆国ルイジアナ州のレイクチャールズにて、アウグストゥス・ライオンズとベリナ・ライオンズの間に誕生。1913年に結婚。最初の夫は事故により死去した。1937年に2番目の夫と共にテキサス州に移住した。テキサス在住時はLove's Lookout（愛の展望台）の共同創始者であった。またチェロキー郡に当時初となる、底がコンクリート製のプールを作っている。
娘ドロシーは、夫と共に長い間ビジネスを支え続けた。2011年に死去するまで、テキサス州ジャクソンビルを住まいとした。

## 長寿記録
- 2006年7月22日、110歳2日でアメリカの老年学研究団体・ジェロントロジー・リサーチ・グループのスーパーセンテナリアンリストに登録された。
- 2010年4月6日、ネヴァ・モリスの死去に伴い、113歳260日でアメリカ最高齢となった。
- 同年5月8日、フローリー・ボールドウィンの死去に伴い、113歳292日でウジェニー・ブランシャール・マリア・ゴメス・ヴァレンチンに次ぐ長寿世界第3位となった。
- 同年11月4日、ウジェニー・ブランシャールの死去に伴い、114歳107日でマリア・ゴメス・ヴァレンチンに次ぐ長寿世界第2位となった。
- 2011年1月31日、テキサス州ジャクソンビルの自宅で死去[1]。114歳195日没。